# پیکره‌های ونوس مالتا
پیکرک‌های ونوس مال‌تا (همچنین: مالطا) چندین پیکرک پارینه‌سنگی از جنس فرهنگ مال‌تا–بورت هستند که در سیبری، روسیه کشف شده‌اند.
این پیکرک‌ها عمدتاً از عاج ساخته شده‌اند. دِل‌پورت در مجموع از ۲۹ پیکرک یاد کرده است. این پیکرک‌ها حدود ۲۳٬۰۰۰ سال قدمت دارند و از گراوتیان هستند. بیشتر این پیکرک‌ها لباس‌های استیلیزه‌شده‌ای را نمایش می‌دهند. غالباً چهره نیز به تصویر کشیده شده است. این پیکرک‌ها در مال‌تا، در نزدیکی رود آنگارا و دریاچه بایکال در استان ایرکوتسک، سیبری توسط باستان‌شناسان سرگئی زامیاتنین، گئورگی سوسنفسکی و میخائیل گراسیموف کشف شدند.
این پیکرک‌ها در موزه ارمیتاژ، سنت پترزبورگ به نمایش درآمده‌اند.

## کشف
حدود ۳۰ پیکرک زنانه با اشکال مختلف در مال‌تا، در رود آنگارا و نزدیکی دریاچه بایکال در استان ایرکوتسک در سیبری کشف شدند. تنوع گسترده اشکال، همراه با واقع‌گرایی مجسمه‌ها و عدم تکرار در جزئیات، نشانه‌های آشکاری از هنر توسعه‌یافته، هرچند ابتدایی، هستند.
تا پیش از کشف مال‌تا، پیکرک‌های ونوس تنها در اروپا یافت شده بودند. این تصاویر که از عاج دندان ماموت تراشیده شده‌اند، معمولاً بسیار استیلیزه بودند و اغلب ویژگی‌های اغراق‌آمیز و نامتناسب (عموماً سینه‌ها یا باسن) داشتند.

## ویژگی‌ها
در نگاه اول، واضح است که پیکرک‌های ونوس مال‌تا دو نوع هستند: زنان با اندام‌های اغراق‌شده و زنان با اندام‌های باریک و ظریف. برخی از پیکرک‌ها بدون لباس هستند در حالی که برخی دیگر با نقش‌هایی که به نظر می‌رسد خز یا لباس را نشان می‌دهند، همراه هستند. برخلاف آنچه در اروپا یافت می‌شود، برخی از پیکرک‌های ونوس مال‌تا با چهره تراشیده شده‌اند. بیشتر این پیکرک‌ها در قسمت پایین باریک شده‌اند و باور بر این است که این کار برای این بود که آن‌ها را می‌شد در زمین فرو برد یا به صورت ایستاده قرار داد. در حالت ایستاده، این پیکرک‌ها ممکن است نماد ارواح مردگان بوده باشند، مشابه «عروسک‌های روح» که تقریباً در سراسر جهان، از جمله سیبری، توسط مردم معاصر استفاده می‌شود.

## سبک
شباهت‌های پیشنهاد شده میان مال‌تا و تمدن‌های پارینه‌سنگی بالایی غربی و شرقی اروپا با باور دیرینه‌ای هم‌راستا است که مردم باستانی مال‌تا به تمدن‌های پارینه‌سنگی اروپا ارتباط داشته‌اند. این شباهت‌ها می‌توانند از طریق ابزارها، ساختارهای مسکونی و هنر آن‌ها برقرار شوند. این شباهت‌ها پرسش‌هایی را در مورد منشأ مردم پارینه‌سنگی سیبری به وجود می‌آورند و اینکه آیا مردمان مهاجر از آسیای جنوب‌شرقی آمده‌اند یا احتمالاً از اروپا. از سوی دیگر، می‌توان استدلال کرد که به‌طور کلی پیکرک‌های ونوس مال‌تا از پیکرک‌های زنانه غرب و مرکز اروپا متفاوت هستند. به عنوان مثال، هیچ‌کدام از نمونه‌های سیبری نشان‌دهنده انبساط شکم نیستند، همان‌طور که در نمونه‌های اروپایی اصلی مشاهده می‌شود و از آنجا که سینه‌ها اغلب وجود ندارند، تعداد کمی از پیکرک‌ها شواهد کافی برای تعریف جنسیت به عنوان زن دارند. به‌طور قطعی‌تر، تقریباً نیمی از آن‌ها دارای جزئیات چهره (بین بینی صاف، چشم‌های تنگ و دهان) هستند، چیزی که در پیکرک‌های ونوس اروپایی مشاهده نمی‌شود. بسیاری از آن‌ها همچنین به نظر می‌رسد که لباس پوشیده‌اند، با کلاه‌هایی که به وضوح در ونوس بورت قابل مشاهده هستند، چیزی که در ونوس‌های اروپایی وجود ندارد. نزدیک‌ترین سایت اروپایی برای پیکرک‌های ونوس، کوستیونکی است و تحقیقات در حال انجام است تا ارتباطاتی با مال‌تا پیدا شود.